# Lemholm
Lemholm är en del av en ö i Finland. Den ligger i Skärgårdshavet och i kommunen Kimitoön i den ekonomiska regionen  Åboland i landskapet Egentliga Finland, i den sydvästra delen av landet. Ön ligger omkring 36 kilometer söder om Åbo och omkring 140 kilometer väster om Helsingfors.
Lemholm är en del av Storön och skiljs från denna av Lemfladan och Lemholms edet. Innan kommunsammanslagningen 2009 tillhörde Lemholm Kimito kommun medan resten av Storön tillhörde Dragsfjärds kommun.